# Mount Tabwemasana
Mount Tabwemasana – szczyt na wyspie Espiritu Santo, należącej do Vanuatu. Jest to najwyższy szczyt tego kraju.